# Himno Nacional de la República de Colombia
Die Himno Nacional de la República de Colombia ist der offizielle Name für die Nationalhymne Kolumbiens. Sie wird aufgrund ihres Textes auch oft als Oh Gloria Inmarcesible („Oh unvergänglicher Ruhm“) bezeichnet. Diese Bezeichnung ist aber offiziell nicht gebräuchlich. Die Hymne wurde im November 1920 vom Kongress zur Nationalhymne erklärt.

## Entstehung
Im Jahr 1887 verband der Bogotáner Komödiant José Domingo Torres zwei seiner Leidenschaften, die Theatermusik und die Liebe zu seinem Land, um eine Nationalhymne für Kolumbien voranzutreiben. Er beschloss als Text ein Gedicht zu verwenden, das der damalige Präsident Kolumbiens, Rafael Núñez, der auch die kolumbianische Verfassung von 1886 maßgeblich mitgestaltet hatte, zum Gedenken an die Stadt Cartagena de Indias geschrieben hatte. Torres bat anschließend seinen Freund Oreste Sindici, ein italienischer Opernlehrer, dafür die Musik zu komponieren.
Die Hymne wurde im November 1887 in einem Musiksaal der öffentlichen Schule, in der Sindici unterrichtete, uraufgeführt. Die Hymne wurde 1920 vom Kongress offiziell verabschiedet und 1946 wurde eine offizielle Transkription angefertigt. Die Hymne wird immer beginnend mit dem Chor aufgeführt, dann mit einem Vers, dann mit dem Chor, jeder der elf Verse kann verwendet werden. Ein gemeinsames Merkmal lateinamerikanischer epischer Hymnen wie der Kolumbiens ist, dass die Musik oft italienischen Opern ähnelt.
Am 28. Oktober 1920 wurde Oh Gloria Inmarcesible durch das Gesetz 33 über die nationalen Symbole Kolumbiens zur Nationalhymne erklärt. Durch die Verabschiedung des Gesetzes durch den damaligen Präsidenten Marco Fidel Suarez wurde sie offiziell bestätigt.
Die kolumbianische Nationalhymne besteht aus elf Strophen und einem Refrain, bei offiziellen Anlässen wird aber lediglich die erste Strophe gesungen. Die Nationalhymne muss aufgrund eines Gesetzes täglich um 6.00 Uhr und um 18.00 Uhr von allen Rundfunkanstalten des Landes ausgestrahlt werden.

## Refrain
| ¡Oh gloria inmarcesible! | Oh unvergänglicher Ruhm!     |
| ¡Oh júbilo inmortal!     | Oh ew’ger Jubel!             |
| En surcos de dolores     | In den Furchen des Schmerzes |
| El bien germina ya.      | keimt bald das Gute.         |

## Text
| I. | |
| Cesó la horrible noche la libertad sublime derrama las auroras de su invencible luz. La humanidad entera, que entre cadenas gime, comprende las palabras del que murió en la cruz.            | Die schreckliche Nacht ging vorüber! Die Freiheit erhaben, verbreitet den Glanz ihres unbesiegbaren Lichtes. Die gesamte Menschheit, welche in Ketten schmachtet, vollzieht die Worte dessen nach, der am Kreuz starb.                   |
| II. | |
| Independencia! grita el mundo americano; se baña en sangre de héroes la tierra de Colón. Pero este gran principio: „el Rey no es soberano“ resuena, y los que sufren bendicen su pasión.      | Unabhängigkeit! ruft die amerikanische Welt, das Land Kolumbus’ badet im Heldenblut, Das große Prinzip: „Der König herrscht nicht länger“ hallt wieder, und jene, die leiden, segnen ihren Schmerz.                                      |
| III. | |
| Del Orinoco el cauce se colma de despojos; de sangre y llanto un río se mira allí correr. En Bárbula no saben las almas ni los ojos, si admiración o espanto sentir o padecer.                | Des Orinoco Strom wird von Leichen gefüllt; Einen Fluss aus Blut und Tränen sieht man dort fließen. In Barbula wissen die Seelen und die Augen nicht, ob Bewunderung zu empfinden oder Schrecken zu erleiden.                            |
| IV. | |
| A orillas del caribe hambriento un pueblo lucha, Horrores prefiriendo a pérfida salud. ¡Oh, sí! de Cartagena la abnegación es mucha, y escombros de la muerte desprecia su virtud.            | Am Ufer des Karibischen Meeres kämpft ein ausgehungertes Volk, sie ziehen die Schrecken einer trügerischen Gesundheit vor. Oh, ja! In Cartagena ist die Opferbereitschaft groß, und die Tugend verachtet den drohenden Tod.              |
| V. | |
| De Boyacá en los campos el genio de la gloria con cada espiga un héroe invicto coronó. Soldados sin coraza ganaron la victoria; su varonil aliento de escudo les sirvió.                      | In Boyacá auf den Feldern wurden ungeschlagene Helden und ihre Lanzen mit Ruhm gekrönt. Soldaten ohne Brustpanzer verdienten so den Sieg ihre männliche Beseeltheit diente ihnen als Schild.                                             |
| VI. | |
| Bolívar cruza el Andes que riega dos océanos; espadas cual centellas fulguran en Junín. Centauros indomables descienden a los llanos, y empieza a presentirse de la epopeya el fin.           | Bolivar überquert die Anden, die werden von zwei Ozeanen gebadet; Schwerter glühen wie Funken in Junín. Unaufhaltsame Zentauren laufen hinab zu dem Flachland, und des Epos Ende lässt sich schon ahnen.                                 |
| VII. | |
| La trompa victoriosa en Ayacucho truena; y en cada triunfo crece su formidable son. En su expansivo empuje la libertad se estrena, del cielo americano formando un pabellón.                  | Das siegreiche Horn schmettert in Ayacucho; und jeder Triumph lässt seinen herrlichen Klang anschwellen. In ihrem expansiven Vorstoß wird die Freiheit neu errungen, und der Himmel Amerikas dient ihr als Schutz                        |
| VIII. | |
| La virgen sus cabellos arranca en agonía y de su amor viuda los cuelga del ciprés. Lamenta su esperanza que cubre loza fría, pero glorioso orgullo circunda su alba tez.                      | Die Jungfrau, sich in ihrer Agonie ihre Haare herausreißend und ihrer Liebe verwitwet, hängt sie diese an die Zypresse. Das Bedauern um die Hoffnung bedeckt ihrer Liebe Grabstein, und doch ziert ruhmreicher Stolz ihr reines Antlitz. |
| IX. | |
| La patria así se forma termópilas brotando; constelación de cíclopes su noche iluminó. La flor estremecida, mortal el viento hallando, debajo los laureles seguridad buscó.                   | Das Vaterland wird wie bei den Thermopylen gestiftet; das Sternbild der Zyklopen erhellte die Nacht. Die erschütterte Blume, vom tödlichen Wind heimgesucht, suchte unter den Lorbeerbäumen ihren Schutz.                                |
| X. | |
| Mas no es completa gloria vencer en la batalla, que el brazo que combate lo anima la verdad. La independencia sola al gran clamor no acalla; si el sol alumbra a todos, justicia es libertad. | Und doch ist der Ruhm durch den Sieg der Schlacht nicht vollständig, den kämpfenden Arm regt die Wahrheit an. Die Unabhängigkeit allein stillt das große Klagen nicht; wenn die Sonne allen leuchtet, ist Gerechtigkeit die Freiheit.    |
| XI. | |
| Del hombre los derechos Nariño predicando, el alma de la lucha profético enseñó. Ricaurte en San Mateo en átomos volando, „deber antes que vida“ con llamas escribió.                         | Des Menschen Rechte predigte Nariño, wie ein Prophet kündigte er an des Kampfes die Seele. Ricaurte in San Mateo, in tausend Stücke explodiert, „Pflicht geht vor Leben“ schrieb er mit Feuer.                                           |